# Чарнецкая, Милица Сергеевна
Милица Сергеевна Чарнецкая (24 мая 1914, Шадринск, Пермская губерния — 5 февраля 1997, Пушкин, Санкт-Петербург) — советский архитектор, художница, педагог, кандидат архитектуры, доцент, член Санкт-Петербургского Союза архитекторов, член Санкт-Петербургского Союза художников.

## Биография
Милица Сергеевна Конева родилась 24 мая 1914 года[по какому календарю?] в городе Шадринске Шадринского уезда Пермской губернии, ныне город областного подчинения Курганской области. Отец — Сергей Валентинович Конев (1880—1951) — помощник благочинного городских церквей, протоиерей; мать — Александра Михайловна, домохозяйка.
После ареста отца в августе 1927 года, её мать с четырьмя детьми в 1929 году переехала в Ленинград.
После окончания школы в 1932 году Милица поступила на архитектурный факультет Ленинградского института инженеров промышленного строительства (ЛИИПС). Училась в мастерской действительного члена Академии Архитектуры СССР профессора А. С. Никольского. Преподавателями по живописи и рисунку В. А. Гринберг и Н. А. Тырса. В 1937 году окончила ЛИИПС с отличием.
После окончания института работала архитектором. В 1938 году Конева вышла замуж за архитектора Георгия Викентьевича Чарнецкого.
В 1941 году она переехала жить в г. Москву. В августе 1941 года эвакуировалась в г. Краснокамск, где поступила на работу в ГИПРОБУМ, а в 1944 году с ГИПРОБУМом реэвакуировалась в Ленинград и продолжила работу в качестве архитектора.
В 1951 году поступила в аспирантуру на кафедру рисунка и живописи Ленинградского инженерно-строительного института (ЛИСИ), где её научным руководителем был доктор архитектуры профессор В. Н. Талепоровский. Защитила диссертацию на тему «Архитектура Ленинграда в графике советских художников» в 1954 г.
После окончания аспирантуры Чарнецкая осталась на кафедре рисунка и живописи в качестве доцента живописи и графики, и с 1954 года по 1970 год вместе с А. С. Ведерниковым преподавала в ЛИСИ.
Милица Сергеевна Чарнецкая умерла 5 февраля 1997 года в городе Пушкине Пушкинского района Санкт-Петербурга.

## Творческий путь
Во время учёбы в ЛИИПСе начала систематически заниматься в студии рисунка и живописи в Доме архитекторов (ЛОССА) у В. А. Гринберга, Н. А. Тырсы, Н. Ф. Лапшина, А. С. Ведерникова.
В 1941 году Милица Сергеевна Чарнецкая была принята в члены Ленинградского отделения Союза советских архитекторов.
Параллельно с преподавательской деятельностью в ЛИСИ Чарнецкая работала в ленинградской экспериментальной литографской мастерской. Много работала в технике автолитографии. Создала уникальные  серии автолитографий видов города, садов и парков Ленинграда.
В кругу её коллег по экспериментальной литографской мастерской были такие замечательные художники как Юрий Васнецов, Александр Ведерников, Борис Ермолаев, Анатолий Каплан, Владимир Конашевич, Герта Неменова, Алексей Пахомов, Евгений Чарушин, Татьяна Шишмарева, Александра Якобсон и многие другие.
Ещё будучи студенткой ЛИИПСа Милица для себя определила пейзажный жанр, как основной. Главной темой творчества её стал ленинградский пейзаж. До начала 1950-х годов в её манере письма очень сильно ощущается влияние Николая Андреевича Тырсы.
С начала 1950-х годов активно участвовала в выставках ленинградских художников.
В 1957 году художница М. С. Чарнецкая была принята в члены Ленинградского Союза советских художников.
Период её научного исследования графического наследия в изображении Ленинграда, начиная с первой половины XX века и до середины 1960-х годов - можно охарактеризовать как период затянувшегося поиска собственной манеры и композиции. Постепенно, к концу 1960-х традиционное пленэрное письмо замещается декоративно-графическими решениями, близкими стилистике Ренуара, с характерной размытостью силуэта, приглушенным цветом, обобщённым рисунком. Колорит сдержанный, манера декоративно-плоскостная, с использованием цвета и фактур подосновы.
К 1970-м годам уже полностью сложилась собственная манера письма художницы и собственный стиль, нашедший своё место в искусстве Ленинграда. Циклом работ, посвященных садам и паркам Ленинграда, художница открывает новую тему в ленинградской пейзажной живописи. Собственный стиль и манера работ созданных Милицей Сергеевной 1970-е и дальше - выделяет её творчество из целого ряда известных петербургских художников.
Работы Милицы Сергеевны были представлены на многих всесоюзных и республиканских выставках, а также на выставках в США, Англии, Канаде, Германии, Швейцарии, Финляндии, Венгрии, Румынии, Чехословакии и странах Латинской Америки.
Работы Чарнецкой находятся в Государственном Русском музее, музее изобразительных искусств им А. С. Пушкина в Москве, в Государственном музее «Царскосельская коллекция» и других музеях страны, из зарубежных музеев, наиболее значимыми являются: Национальная галерея искусства в Вашингтоне, Дрезденская картинная галерея.

## Выставки
- Всесоюзная выставка творческих работ женщин архитекторов в Москве : 6 работ — 1948 год — присуждена премия
- Выставка в доме Ленинградского отдела Союза Советских архитекторов
- Персональная выставка на кафедре рисунка и живописи в ЛИСИ : 20 работ — 1952 год
- Персональная выставка на кафедре рисунка и живописи в ЛИСИ : 22 работы — 1954 год
- Персональная выставка на кафедре рисунка и живописи в ЛИСИ : 24 работы — 1955 год
- Выставка творческих работ преподавателей кафедры рисунка и живописи в ЛИСИ : 8 работ — 1956 год
- Выставка в ЛИСИ. Научная конференция : 27 работ — март 1957 год
- Выставка в ЛИСИ. Юбилей Института : 6 работ — апрель 1957 год
- Выставка в ЛИСИ. Юбилей Ленинграда : 8 работ — июнь 1957 год
- Выставка в ЛИСИ к 40 летию Великой Октябрьской Социалистической революции : 6 работ — ноябрь 1957 год
- Выставка « 250 летию Ленинграда» в Государственном Русском музее : 1 работ — Июнь 1957 год
- Выставка к 250 летию Ленинграда в Музее Истории Ленинграда : 6 работ — июнь 1957 год
- «Выставка Ленинградских художников к 40 летию Великой Октябрьской Социалистической революции» в ГРМ : 4 работы — октябрь 1957 год
- Выставка произведений Ленинградских художников — 1957 год
- Передвижная выставка «Петербург-Ленинград в гравюрах и литографиях русских и советских мастеров» : 4 работы — 1957 год
- Всесоюзная выставка эстампа — 1958 год
- Осенняя выставка произведений Ленинградских художников в ЛССХ — 1958 год
- Выставка акварели и рисунка Ленинградских художников. ЛОСХ. Каталог Выставка акварели и рисунка — 1959 год"Худ. РСФСР" Ленинград — 1959 год
- Выставка произведений Ленинградских художников в ЛОСХ РСФСР — 1960 годЛенинград. 1961 год1960 год
- Выставка произведений художников- женщин Ленинграда В ознаменование 50-летию Международного дня 8 марта — 1960 год, ЛОСХ РСФСР — 1960 год
- Выставка произведений Ленинградских художников в ЛОСХ — 1960 год
- Выставка произведений Ленинградских художников в ЛОСХ — 1961 год
- Всесоюзная художественная выставка в Москве — 1961 год
- Международная выставка в Швеции — 1961 год
- Май Международная выставка в Великобритании — 1961 год
- Вторая Всесоюзная выставка эстампа в Киеве — 1962 год
- Вторая Всесоюзная художественная выставка эстампа в залах Союза художников СССР, Москве — 1962 год
- Осенняя выставка произведений Ленинградских художников в залах ЛОСХ — 1962 год
- Международная выставка в Италии — 1962 год
- Международная выставка в Гане — 1962 год
- Международная выставка в Гвинее — 1962 год
- Международная выставка в Того — 1962 год
- Международная выставка в Нигерии — 1963 год
- Зональная выставка «Ленинград» — 3.11.1964
- Зональная выставка ленинградских художников в ГРМ — 1964 год
- Международная выставка в Дрезденской картинной галерее ГДР — 1964 год
- Передвижная выставка советского эстампа в ГРМ — 1965 год
- Выставка акварели и рисунка ленинградских художников1965 годЛОСХ РСФСР — 1965 год
- Всесоюзная выставка акварели — 1965 год
- Международная выставка в Монреале — 1966 год
- Третья всесоюзная выставка эстампа посвящается 50 летию Великой Октябрьской Социалистической революции — 1967 год
- WERNER SCHMIDT RUSSISCHE GRAPHIK DES 19. UND 20. JAHRHUNDERTS — 1967 год
- Buch-und Kunstverlag Leipzig
- Международная выставка в Гамбурге ФРГ — 1967 год
- Международная выставка в США — 1967 год
- Юбилейная зональная выставка посвящается 50 летию Советской Власти в ГРМ — 1967 год
- Весенняя выставка произведений Ленинградских художников в ЛОСХ — 1968 год
- Выставка произведений Ленинградских художников 1870—1970 посвящается Ленину в ГРМ — 1970 год
- Выставка художников РСФСР посвящается 100 летию со дня рождения В. И. Ленина — 1970 год
- Весенняя выставка произведений Ленинградских художников в ЛОСХ — 1971 год
- Матюх и Чарнецкая «Кузнецкий мост» — 1973 год
- Осенняя выставка произведений Ленинградских художников в залах ЛОСХ — 1973 год
- Международная выставка в Финляндии — 1972 год
- «Натюрморт» — 1973 год
- «Наш Современник» в ГРМ — 1972 год
- Выставка эстампа. Комбинат графических искусств — 1971 год
- Третья Всесоюзная выставка акварели. Союз Художников СССР — 1972 год
- Выставка эстампа. Комбинат графических искусств. 1973г — 1973 год
- «Ленинградский эстамп» 73" выставка Ленинградских художников — 1973 год
- Третья выставка произведений Ленинградских художников «Наш Современник» в ГРМ — 1973 год
- Персональная выставка в павильоне Росси в Летнем саду
- III Таллиннское триеннале графики в Таллинне — 1974 год
- «По родной стране» выставка произведений Ленинградских художников, посвящается 50-летию образования СССР — 1974 год
- «По родной стране» выставка произведений художников Российской федерации — 1974 год
- Весенняя выставка произведений Ленинградских художников — 1974 год
- Четвёртая Всесоюзная выставка акварели — 1975 год
- Пятая республиканская художественная выставка «Советская Россия» в Москве — 1975 год
- Осень Зональная выставка Ленинградских художников «Наш Современник» Государственный Русский музей. (Четвёртая)
- Зональная Юбилейная выставка к 60 летию Октября — 1977 год
- Выставка произведений ленинградских художников посвященная 30-летию Победы советского — 1977 годнарода в Великой Отечественной войне в залах ЛОСХ
- Международная выставка «Мы побратимы» в Ленинграде и Дрездене ГДР — 1975 год
- Международная выставка в Гамбурге ФРГ — 1976 год
- Выставка «Изобразительное искусство Ленинграда» в Манеже, в Москве — 1977 год
- Первая всероссийская выставка эстампа — 1977 год
- Республиканская Юбилейная выставка к 60 летию Великой Октябрьской Революции в Москве — 1977 год
- Выставка произведений ленинградских художников, посвященная 60-летию Октября. ЦВЗ Манеж, Ленинград — 1977 год
- Всесоюзная выставка «По Ленинскому пути» Москва — 1977 год
- Пятая всесоюзная выставка акварели — 1978 год
- Республиканская выставка рисунки и акварели — 1978 год
- Вторая всероссийская выставка. Рисунок, акварель. ЛОСХ. Ленинград — 1978 год
- Выставка новых поступлений к 80 летию со дня открытия Государственного Русского музея — 1978 год
- Международная выставка в Болгарии — 1978 год
- Международная выставка в СР Румынии — 1978 год
- Международная выставка в ЧССР — 1978 год
- Международная выставка в ГДР — 1979 год
- Международная выставка в ВНР — 1979 год
- Зональная выставка произведений ленинградских художников ЦВЗ «Манеж» и залах ЛОСХ. Ленинград — 1980 год
- Республиканская выставка — 1980 год
- Все союзная художественная выставка «Мы строим коммунизм» — 1980 год
- Шестая Всесоюзная выставка акварели. В залах ЦДХ. Москва — 1981 год
- Четвёртый графический салон. МАНЕЖ. Санкт-Петербург — 2010 год
- Персональная выставка в залах ГМ Царскосельская коллекция. Г. Пушкин — 1996 год
- Третий графический салон. МАНЕЖ. Санкт-Петербург — 2008 год
- Шестая Всесоюзная выставка эстампа. В залах ЦДХ. Москва — 1981 год
- «Я этим городом храним» ГМИ Санкт-Петербурга — 2013 год

## Работы
Работы из серии «Ленинград»
- На набережной Фонтанки. 1958 г. б. акварель. 40Х55
- Мойка. Вечер 1958 г. б. акварель. . 40Х55
- Республиканская художественная выставка «Советская Россия» в Москве. 1960 г.
- На набережной Мойки. 1959 г. б., цв. автолитография. . 43Х64,
- Дворцовая площадь. 1959 г. б., цв. автолитография. 39Х54,
- Исаакиевская площадь. 1959 г. б., цв. автолитография. . 40Х60,
- Набережная Фонтанки. 1959 г. б., цв. автолитография. 46Х60,

Из серии «Цветы» 1952—1960 годов
- Гладиолусы 1959 г. б. цв. автолитография, 62,0 х 48,5; 55,0 х 43,0 (р. и.).
- Гладиолусы 1959 г. б. цв. автолитография, 62,0 х 48,5; 55,0 х 43,0 (р. и.).
- Гладиолусы 1959 г. б. цв. автолитография, 62,0 х 48,5; 55,0 х 43,0 (р. и.)
- Гладиолусы 1959 г. б. цв. автолитография, 62,0 х 48,5; 55,0 х 43,0 (р. и.).
- Гладиолусы 1959 г. б. цв. автолитография, 62,0 х 48,5; 55,0 х 43,0 (р. и.).
- Гладиолусы 1959 г. б. цв. автолитография, 62,0 х 48,5; 55,0 х 43,0 (р. и.).
- У Гостиного двора, середина 1950-х г. б. акварель.. 30.0х35.5.
- Двор Юсуповского дворца. 1949 г. б. акварель.. 30.5х42.5,
- Осень в Летнем саду. Михайловский замок. 1950 г. б. акварель.. 30.5х42.9

Работы из серии «Ленинград» 1958-1960гг
- Нева. б., цв. автолитография., 55Х43,
- Дворцовый мост. б., цв. автолитография. т. 41Х59,
- Дворцовая площадь. б., цв. автолитография. . 39Х54,
- Инженерная улица. б., цв. автолитография. . 42х59,
- На набережной Фонтанки б., цв. автолитография. . 46Х60
- Исаакиевская площадь. б., цв. автолитография. . 42Х62,
- Площадь Пушкина, б., цв. автолитография. ., 42Х56,
- На набережной Мойки. Б., цв. автолитография. ., 43Х64.
- У Михайловского сада 1958 г. б., цв. автолитография. 47Х60
- Казанский собор. 1959 г. б., цв. автолитография. . 41Х52,
- Ленинград. Вечер. 1959 г. б., акварель. 42Х63,
- Ленинград. После дождя.1959 г. б., акварель..,42Х63,
- Первый снег.1959 г. б., цв. автолитография. ., 42Х55,
- Таллинн. 1959 г. б., акварель.. 55Х40,
- Таллинн. Хлебный переулок. 1959 г. Б., акварель.. 57Х40,
- У союза художников. 1959 г., б., цв. автолитография. . 40Х60

Работы из серии «Ленинград»
- Дворцовый мост. б., цв. автолитография. 37 Х50,
- Мойка у Союза художников. Б., цв. автолитография, 38Х50

Работы из серии «Москва», 1961 год
- Котельническая набережная, б. цв., автолитография, 60Х44
- Кутузовский проспект, б. цв., автолитография, 44Х65,
- На Ломоносовском проспекте, б. цв., автолит, 42Х59,
- У кинотеатра «Прогресс», б. цв., автолитография, 45Х60,
- Улица Горького, б. цв., автолит., 40Х57
- Хорошего — Мневники, Б. цв., автолитография, 43Х59,

Из серии «Наш город», 1961 год
- Московский проспект в Ленинграде, б. цв., автолитография. ., 44Х60,
- Невский проспект, Б. цв., автолит.,62Х44.

Работа из серии «Наш город»
- Московский проспект, 1961 г. б., цв. автолитография. ., 44Х60

Работы из серии «Ленинград» 1959—1961 гг.
- Зима. б., цв. автолитография. 40Х59,5,
- Исаакиевская площадь. б., цв. автолитография. . 41Х62,
- Московский проспект. б., цв. автолитография. . 44Х60,
- У союза художников. б., цв. автолитография. 43Х64,5,
- Нева. б., цв. автолитография. 39Х54,
- Инженерный замок. Б., цв. автолитография. . 42Х57,5
- Ленинград. 1958 г. б., акварель.. 40Х58

Из серии «В новых районах Ленинграда»
- С работы. 1963 г. б. цв., автолитография. . 60Х43,
- На Железнодорожной улице. 1964 г. б. цв., автолитография. 43Х56,
- Новоалександровская улица. 1963 г. б. цв., автолитография. 45Х60,
- Вечером. 1964 г. б. цв., автолитография. , 44Х61,
- В праздничные дни. 1964 г. б. цв., автолитография. автолитография. 43Х60,
- Мойка у Невского проспекта. 1963 г. Б. цв., автолитография. 43Х60
- Улица Софьи Перовской. 1964 г. б., акварель..,
- У инженерного замка. 1964 г. б., акварель.
- На набережной. 1964 г. б., акварель..,
- Осень. 1964 г. б., акварель..,

«Художник РСФСР», Ленинград., 1972 г.
- Натюрморт с грушей. 1970 г. б., цв. автолит.,46Х36,
- Натюрморт. 1971 г. б., цв. автолитография. . 41Х34
- Мойка летом. б., цв. автолитография. 62Х40
- Ленинград. Мойка. 1970 г., Б.,акв.41Х62.
- Портрет архитектора М. Арутюнян. 1966 г.
- Натюрморт с лошадкой" 1971 г. б., цв. автолитография. . 44Х36,5

Из серии «Гавань» 1973 г.
- На лодочной пристани, б., акварель.. 51Х70,
- У причала, б., акварель.. 52Х72,
- Суханово. На озере. б., акварель.. 51Х72.
- На Неве. б.,цв. автолитография.
- Праздник на Неве. б., цв. автолитография.
- Летний сад ранней весной. б. цв. автолитография. . 50Х67,
- Марсово поле. б. цв. автолитография. 49Х69
- Осенью в Летнем саду. б. цв. автолитография. 50Х67
- Первый снег. б. цв. автолитография. 48Х69
- Салют на Марсовом поле. Б. цв. автолитография. т. 47,5Х70
- На Неве., 1973 г. б., цв. автолитография. 48Х69,
- 7 ноября., 1973 г. б., цв. автолитография. 48Х67

Работы из серии «Ленинград» 1976-1977 годов
- В Михайловском саду. б. цв. автолитография. 51Х66,
- На наб. Мойки. б. цв. автолитография. 52Х68,
- На Марсовом поле. б. цв. автолитография. 46Х68
- В день Победы. б. цв. автолитография. . 67Х50
- Праздник на Дворцовой площади. Б. цв. автолитография. 48Х65
- Осень. б цв. автолитография. . 48Х68
- Дворцовая набережная 1973 г., б. цв. автолитография, 47Х69

Работы из серии «Ленинград» 1979-1984 годов
- В гавани. б. цв. автолитография. . 48Х68,
- В Летнем саду. б. цв. автолитография. т. 49Х69
- Дворцовая площадь. б. цв. автолитография. . 48Х69,
- На Неве. б. цв. автолитография. 46,5Х68,5,
- Отдых. б. цв. автолитография. . 48Х63

Из серии: «Дом творчества. Седнев»
- В жаркий день, б. акварель.., 48Х63,
- Мастерская художников, б. акв., 53Х64,
- Сенеж озеро. Причал, б. акв., 48Х69

Из серии «Ленинград»
- Осень, 1977 г., б. цв. автолитография, 48Х68,
- В Летнем саду, 1979 г. б. цв. автолитография, 43Х64,
- Отдых, 1979 г., б. цв. автолитография, 48Х63,
- Дворцовая площадь, 1980 г. б. цв. автолитография,, 48Х67.
- Работы из серии «Ленинград»:
- Ленинград. В солнечный день. 1967 г. б. цв. автолитография, 61,7 х 40,2
- Мойка у Дворцовой площади.1967 г., б. цв. автолитография, 63,0 х 43,5
- Канал Грибоедова. 1968 (1967)г., б. цв. автолитография, 48,0 х 60,5
- Дворцовый мост. 1960 г. б. цв. автолитография 42,0 х 59,2
- Нева. 1960 г. бумага, цветная автолитография, 39,5 х 55,5
- Зимняя канавка. 1974 г. б. цв. автолитография, 37,0 х 50,0
- Исаакиевская площадь. 1960 г. б. цв. автолитография, 41,5 х 63,0
- Ленинград. Мойка. 1960 г. б. цв. автолитография, 40,5 х 59,8
- Пасмурный день. 1959 г. б. цв. автолитография, 41,5 х 51,8
- На стрелке Васильевского острова. 1959 г. б., цв. автолитография, 43,5 х 56,5
- На стрелке Васильевского острова конец 50-х г., б., цв. автолитография. 40,2 х 60,0
- В белую ночь. 1970 г., б. цв. автолитография, 36,0 х 47,0
- Ленинград. Конюшенный мост. 1966 г., б., цв. автолитография, 44,5 х 62,2
- Утро на Мойке. 1967 г., б., цв. автолитография, 32,0 х 42,0.
- В Михайловском саду. 1967 г. б. цв. автолитография, 45,2 х 62,0
- Мойка вечером. 1967 г., б., цв. автолитография, 36,0 х 52,
- Зимой в летнем саду. 1967 г. б., цв. автолитография, 33,5 х 51,5
- В музее Ленина 1969 г. б, цв. автолитография,42,5 х 58,0
- Первый снег. 1973 г. б., цв. автолитография 48,0 х 69,
- В Михайловском саду. 1984 (1976)г. б., цветная автолитография, 59,8 х 76,6; 51,0 х 66,0
- Осень. 1977 г. б., цв. автолитография,; 48,5 х 68,0
- Летний сад ранней весной. 1975 г. б., цветная автолитография, 50,0 х 66,5
- Осень в Летнем саду. 1975 г. б., цв. автолитография, 50,0 х 66,5
- Жаркое лето. 1979 г. б., цв. автолитография, 48,0 х 64,0
- В Летнем саду, 1979 г. б., цв., автолитография, 50,0 х 64,0
- На набережной Мойки, 1976 г. б., цв. автолитография, 52,0х68,0.
- На Марсовом поле. 1976 г. б., цв. автолитография, 46,0х68,0
- Прогулка. 1984 г. б., цветная автолитография, 48,7 х 63,0
- Осень. Б., цв. автолитография,; 37,5 х 48,5
- Салют на Неве. 1977 г. бумага, цветная автолитография, 67,8 х 50,5